# Lakemore (Ohio)
Lakemore es una villa ubicada en el condado de Summit en el estado estadounidense de Ohio. En el Censo de 2010 tenía una población de 3068 habitantes y una densidad poblacional de 710,59 personas por km².

## Geografía
Lakemore se encuentra ubicada en las coordenadas 41°1′22″N 81°25′24″O / 41.02278, -81.42333. Según la Oficina del Censo de los Estados Unidos, Lakemore tiene una superficie total de 4.32 km², de la cual 3.82 km² corresponden a tierra firme y (11.46%) 0.49 km² es agua.

## Demografía
Según el censo de 2010, había 3068 personas residiendo en Lakemore. La densidad de población era de 710,59 hab./km². De los 3068 habitantes, Lakemore estaba compuesto por el 95.44% blancos, el 1.99% eran afroamericanos, el 0.23% eran amerindios, el 0.72% eran asiáticos, el 0% eran isleños del Pacífico, el 0.2% eran de otras razas y el 1.43% pertenecían a dos o más razas. Del total de la población el 1.14% eran hispanos o latinos de cualquier raza.